# Synode von Jabne
Mit dem Begriff Synode von Jabne (auch: Konzil oder Synode von Jamnia) bezeichnete die ältere Forschung eine Zusammenkunft jüdischer Autoritäten nach der Katastrophe der Tempelzerstörung 70 n. Chr., mit dem Ziel, die jüdische Religion neu auszurichten. Im Zuge dieser Beratungen in Javne – Jamnia ist der griechische Name des Orts – sei von den Gelehrten einseitig der Bruch mit dem Judenchristentum vollzogen worden.
Noch die 1980 herausgegebene Einheitsübersetzung der katholischen Kirche enthielt bis zur jüngsten Revision (2016) eine Zeittafel zur biblischen Geschichte und darin die Information: „Um 100: Die ‚Synode‘ von Jamnia: Ausschluß der Judenchristen aus der Synagoge.“ Doch seit den 1980er Jahren rückte die Forschung immer mehr von dieser Synode ab.

## Prägung des Begriffs
Den Begriff „Synode von Jamnia“ prägte Heinrich Graetz 1871. Er stellte sich vor, dass es eine ganze Reihe von Synodenversammlungen gegeben habe. Nur eine mit Autorität ausgestattete Behörde habe festlegen dürfen, welche Bücher zum Kanon heiliger Schriften (Tanach) gehörten. Nun sei es auf der letzten Synode in Jerusalem kurz vor der Einnahme der Stadt durch die Römer „tumultuarisch“ zugegangen. Umständehalber sei „über die Verhandlungen dieser Synode kein Protokoll geführt“ worden, und so sei es im Nachhinein zu Meinungsverschiedenheiten gekommen, welche Bücher die Jerusalemer Synode für kanonisch erklärt habe. Deshalb habe man das Thema „auf einer späteren Synodal-Versammlung zu Jamnia“ noch einmal auf die Tagesordnung gesetzt. Graetz entwickelt also ein Bild der Versammlung von Jabne, das stark von seiner eigenen Zeit und Kultur geprägt ist.

## Das Zusammentreten der Synode
Wer vom Zusammentreten einer Synode in Jabne ausgeht, bezieht sich dabei auf eine Stelle im Mischnatraktat Jadajim (III,5): An dem Tag, an dem man Eleazar ben Asarja zum Patriarchen eingesetzt habe anstelle von Gamliel II. (der kurzzeitig abgesetzt worden war), hätten die 72 Ältesten über die Kanonizität der Bücher Hoheslied und Kohelet positiv entschieden.
Peter Schäfer nahm 1978 an, dass es in der Tat eine solche Versammlung gegeben habe, doch sei es nicht um den Bruch mit dem Christentum gegangen, sondern um die Klärung der Kontroversfragen, in denen die Schulen von Hillel und Schammai uneins waren. Der Ertrag der Diskussionen sei der Mischnatraktat Edujot gewesen, die älteste Halacha-Sammlung.

## Fixierung des jüdischen Kanons
Der Umfang der jüdischen Heiligen Schriften (Tanach) wurde in einem Jahrhunderte dauernden Prozess festgelegt, angefangen mit den fünf Büchern der Tora. In Jabne wurde, der Mischna zufolge, die Frage diskutiert, ob die Bücher Kohelet und Hoheslied zum Kanon gehören oder nicht. Dies wurde positiv entschieden, aber ohne nachhaltigen Erfolg, da die Diskussion darüber (der gleichen Mischna zufolge) fortgesetzt wurde.
Otto Eißfeldt sah in seiner Einleitung in das Alte Testament allerdings das dem jüdischen Glauben „von außen her gefährlich werdende“ Christentum als den Grund dafür an, dass in Jabne der Umfang des jüdischen Schriftenkanons festgelegt worden sei, und noch einen Schritt weiter ging Hartmut Gese: „Es hat von jüdischer Seite keine grössere Anerkennung des neutestamentlichen Geschehens erfolgen können als der Abschluß der Traditionsbildung auf der Ebene des Alten Testaments.“
Peter Schäfer dagegen sah die Synode mit einem innerjüdischen Klärungsprozess befasst: „Die Trennung von Juden und Christen […] war überhaupt keine einseitige jüdische ‚Willenserklärung‘, sondern ein sich über einen längeren Zeitraum erstreckender Prozeß, auf den beide Seiten Einfluß nahmen.“ Dies ist heute wissenschaftlicher Konsens.

## Birkat haMinim (Verwünschung der Häretiker)

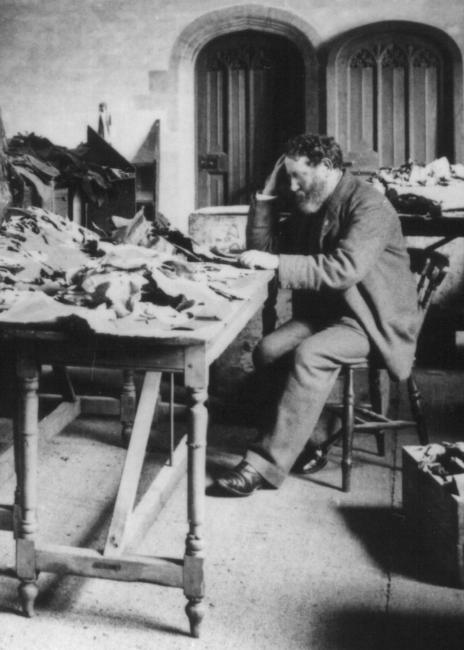
Solomon Schechter beim Studium von Texten der Kairoer Geniza (um 1895)

Dem Babylonischen Talmud zufolge wurde von Samuel dem Kleinen im Auftrag von Rabban Gamliel ein Text geschaffen, der auf der Synode von Jabne in das Schmone Esre eingefügt worden sei. Damit wurde einer der Grundtexte des jüdischen Glaubens um eine Verwünschung der Häretiker (minim) erweitert, was für eventuell in der Synagoge anwesende Häretiker auf eine Selbstverwünschung hinauslief, diese also vom Synagogengottesdienst fernhielt.
Nachdem Samuel Krauss schon 1893 darauf aufmerksam gemacht hatte, dass in der patristischen Literatur mehrfach behauptet wurde, in den Synagogen würden dreimal am Tag die an Christus Gläubigen verwünscht, und hierin eine Anspielung auf die Änderung im Schmone Esre sah, erlangte diese These durch Ismar Elbogen fast kanonische Geltung. In seinem Standardwerk Der jüdische Gottesdienst in seiner geschichtlichen Entwicklung formulierte Elbogen 1913: „Es ist kaum daran zu zweifeln, dass unser Gebet sich tatsächlich auf die Christen bezogen hat, es bildete eines der Mittel zur völligen Scheidung der beiden Religionen.“ In der Zwischenzeit hatte Solomon Schechter nämlich einen in der Kairoer Geniza entdeckten, unzensierten Text des Achtzehnbittengebets veröffentlicht, der außer den „Häretikern“ (minim) die „Nazarener“ (nozrim) verwünschte:

„Den Abtrünnigen sei keine Hoffnung, und das anmaßende Königreich rotte eilends aus in unseren Tagen, und die Nazarener und die Häretiker mögen wie ein Augenblick dahingehen, ausgelöscht werden aus dem Buche des Lebens und mit den Gerechten nicht aufgeschrieben werden. Gepriesen seist du, Herr, der die Anmaßenden demütigt.“

Das „anmaßende Königreich“ wird allgemein als die römische Obrigkeit verstanden. Ansonsten, so Peter Schäfer, wurden verschiedene dissidente jüdische Gruppen verwünscht, unter anderem, aber nicht exklusiv, die „Nazarener“. Eventuell waren sie bei der Abfassung des ursprünglichen Textes der Birkat haMinim noch gar nicht im Blick.

## Heutige Sicht
Heute wird das Zusammentreten der Synode in Jabne als eine Legende betrachtet, mit der in der rabbinischen Traditionsliteratur rückblickend versucht wurde, den Neuanfang nach der Katastrophe des Jahres 70 als ein einheitliches Geschehen unter Führung anerkannter Autoritäten zu stilisieren. Es ist deswegen üblich geworden, von einer „Zeit von Jabne“ zu sprechen, die bis zum Bar-Kochba-Aufstand währte. In diesem Zeitfenster liefen im Judentum Prozesse der Identitätsfindung ab. Jabne war dabei zweifellos ein zentraler Ort. In der Traditionsliteratur wurde dann „aus vielfältigen, kontroversen und widerstrebenden Prozessen ein punktuelles Ereignis.“